# Steatoda paykulliana
Espèce
Synonymes
- Theridion paykullianum Walckenaer, 1806
- Theridion dispar Dufour, 1824
- Phrurolithus hamatus C. L. Koch, 1839
- Phrurolithus lunatus C. L. Koch, 1839
- Phrurolithus erythrocephalus C. L. Koch, 1839
- Latrodectus ornatus Lucas, 1846
- Lithypantes latrodectoides Franganillo, 1913

Steatoda paykulliana, le Stéatode toxique est une espèce d'araignées aranéomorphes de la famille des Theridiidae.

## Distribution
Cette espèce se rencontre en Europe, en Afrique du Nord, au Moyen-Orient, en Asie centrale et en Inde.
Elle est présente au Portugal, en Espagne, en France, y compris en Corse, en Belgique, en Italie, en Suisse, en Autriche, en Slovénie, en Croatie, en Serbie, en Bosnie-Herzégovine, en Macédoine du Nord, en Albanie, en Roumanie, en Ukraine, en Bulgarie, en Grèce,, à Malte, en Turquie,,, en Géorgie, au Liban, en Syrie, en Israël,, en Palestine, en Azerbaïdjan,,, au Daghestan, en Russie, dans le Nord-Ouest de la Chine, au Kazakhstan, dans le Sud du Kirghizistan, au Tadjikistan, en Ouzbékistan, au Turkménistan, en Iran,, en Inde, en Arabie saoudite, au Yémen, en Égypte,, en Éthiopie, en Érythrée, en Libye, en Tunisie, en Algérie et au Maroc.
Steatoda paykulliana est présente en Grande-Bretagne mais son statut y est incertain.

## Habitat
Steatoda paykulliana occupe des habitats plutôt secs,, ensoleillés et ouverts, comme les collines calcaires, les dunes, les prés et les prairies, les landes sèches, les forêts ou les vergers en jachère. On la trouve sous les pierres ou l'écorce des arbres, dans les bruyères ou dans les anfractuosités du sol.
Elle occupe également des habitats synanthropes.

## Description
Le mâle mesure de 4 à 8 mm, et la femelle de 8 à 13 mm,,.

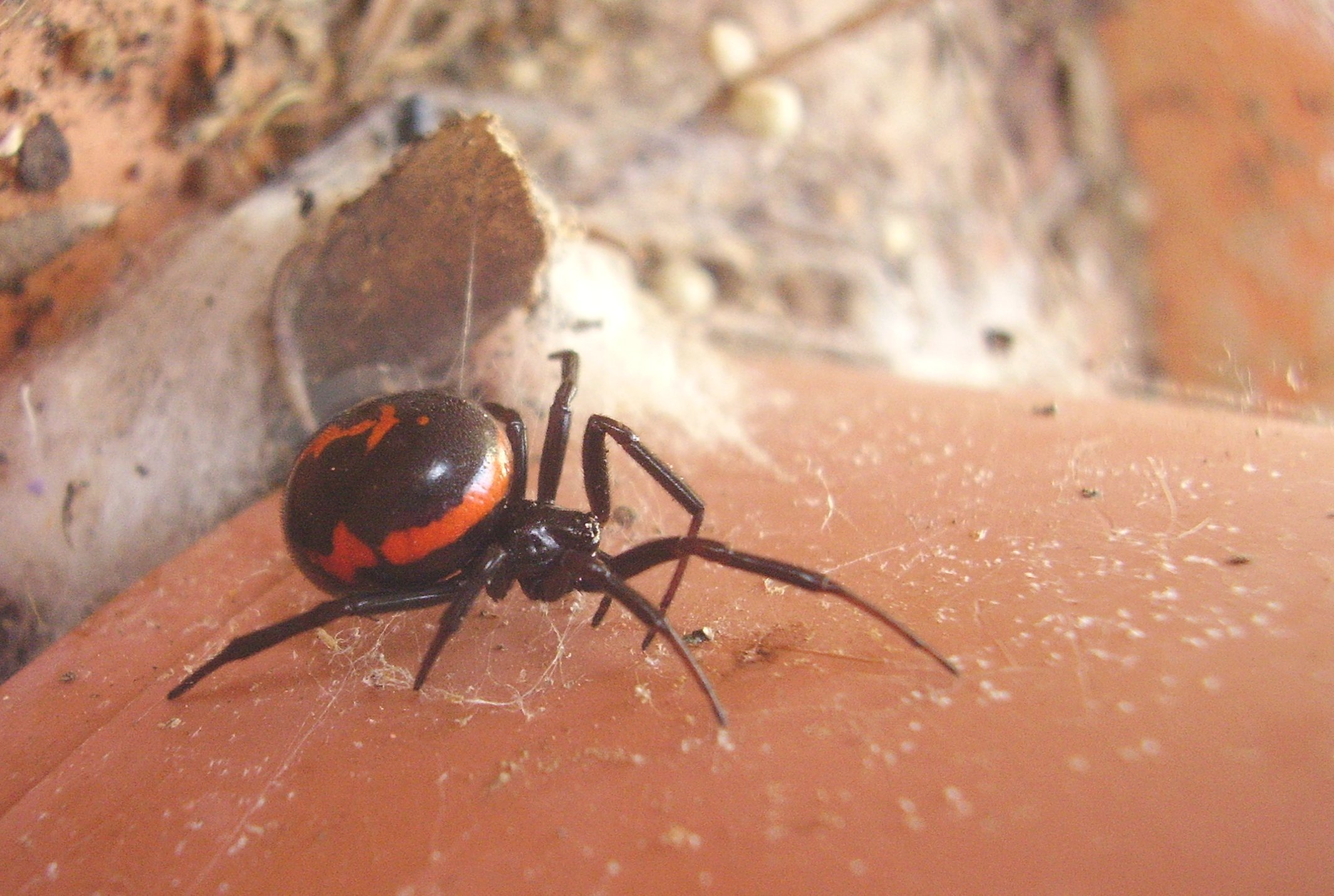
Steatoda paykulliana avec des motifs rouges et un point (Karkur, Israël)

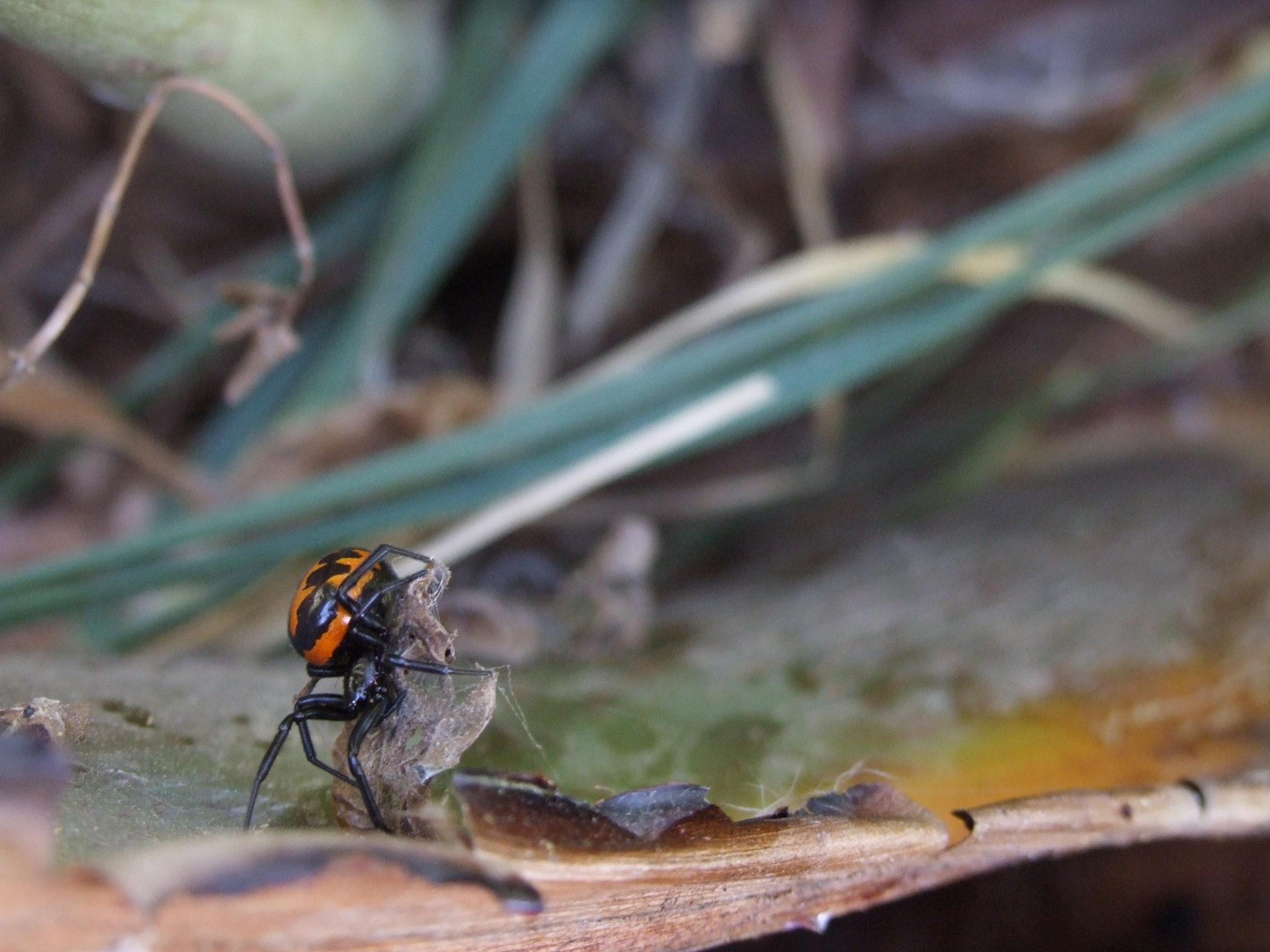
Steatoda paykulliana avec des motifs orange

Chez la femelle, la carapace, le sternum et les pattes sont brun violacé foncé. L'abdomen, noir brillant, est de forme arrondie. La partie dorsale antérieure de l'opisthosome présente une marque en forme de croissant variant du blanc ivoire chez les jeunes à jaune, orange ou rouge chez les adultes.
L'abdomen peut présenter sur sa partie dorsale quatre chevrons et une ligne médiane, formant une triple croix ou une ligne sinueuse. Un point peut être présent entre cette croix et le corselet.
Le mâle est plus fin avec des pattes jaunes. Les extrémités distales des fémurs sont noirs ainsi que les patellae, les tibias et les métatarses. 
Sa ressemblance avec le genre Latrodectus (veuves noires) lui vaut l’appellation de fausse veuve noire.

## Comportement

### Toile
Steatoda paykulliana construit sa toile qui comporte un trou en son centre qui mène vers un tube retraite dans des anfractuosités de préférence sur des surfaces inclinées érodées surplombées de racines ou de végétation.

### Venin
Le venin des femelles est considéré comme toxique.
L'injection de 0.3 mg de son venin de type neurotoxique peut tuer une souris ou un rat.

### Prédation et alimentation

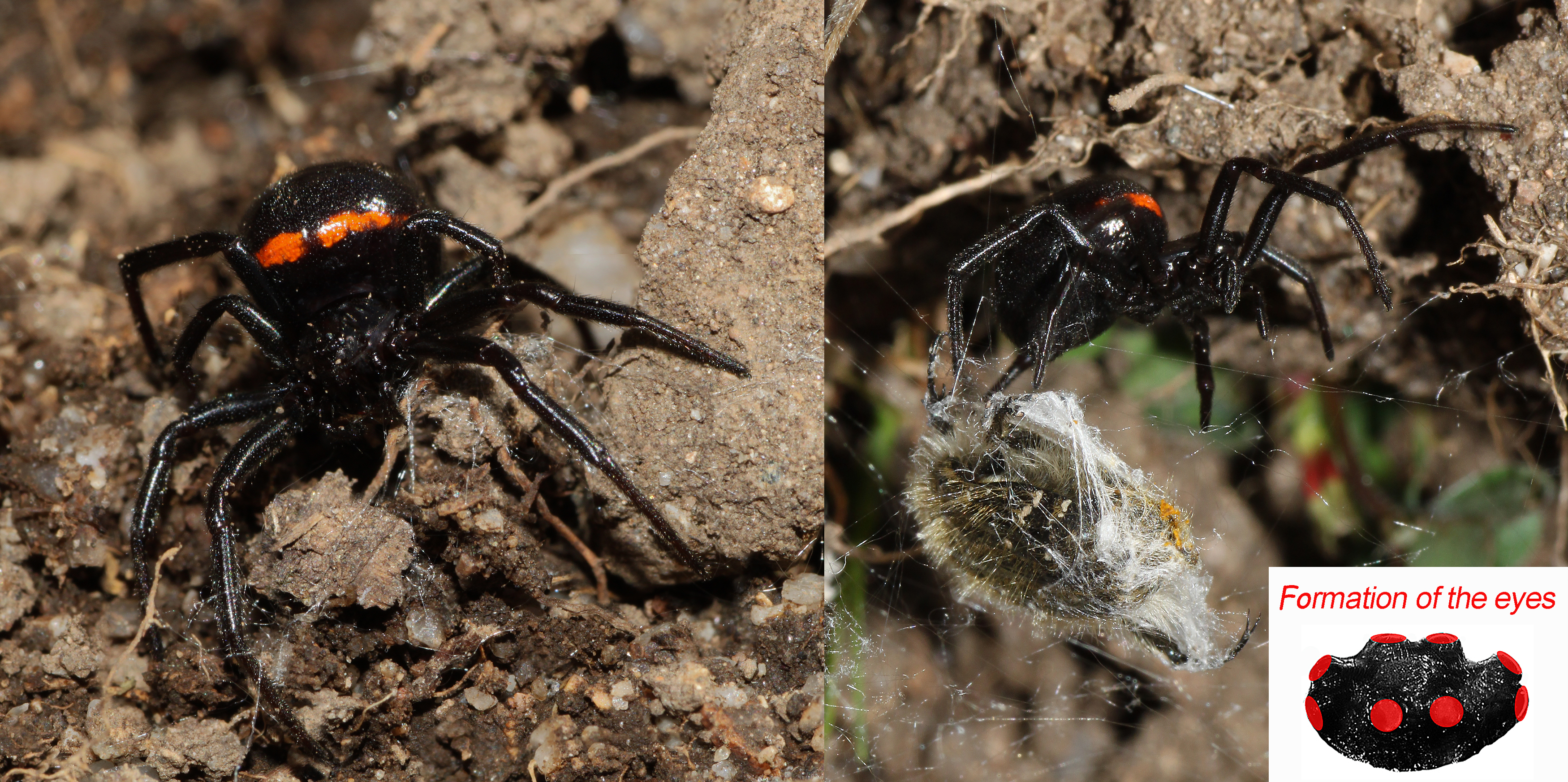
Steatoda paykulliana (Sardaigne, Italie)

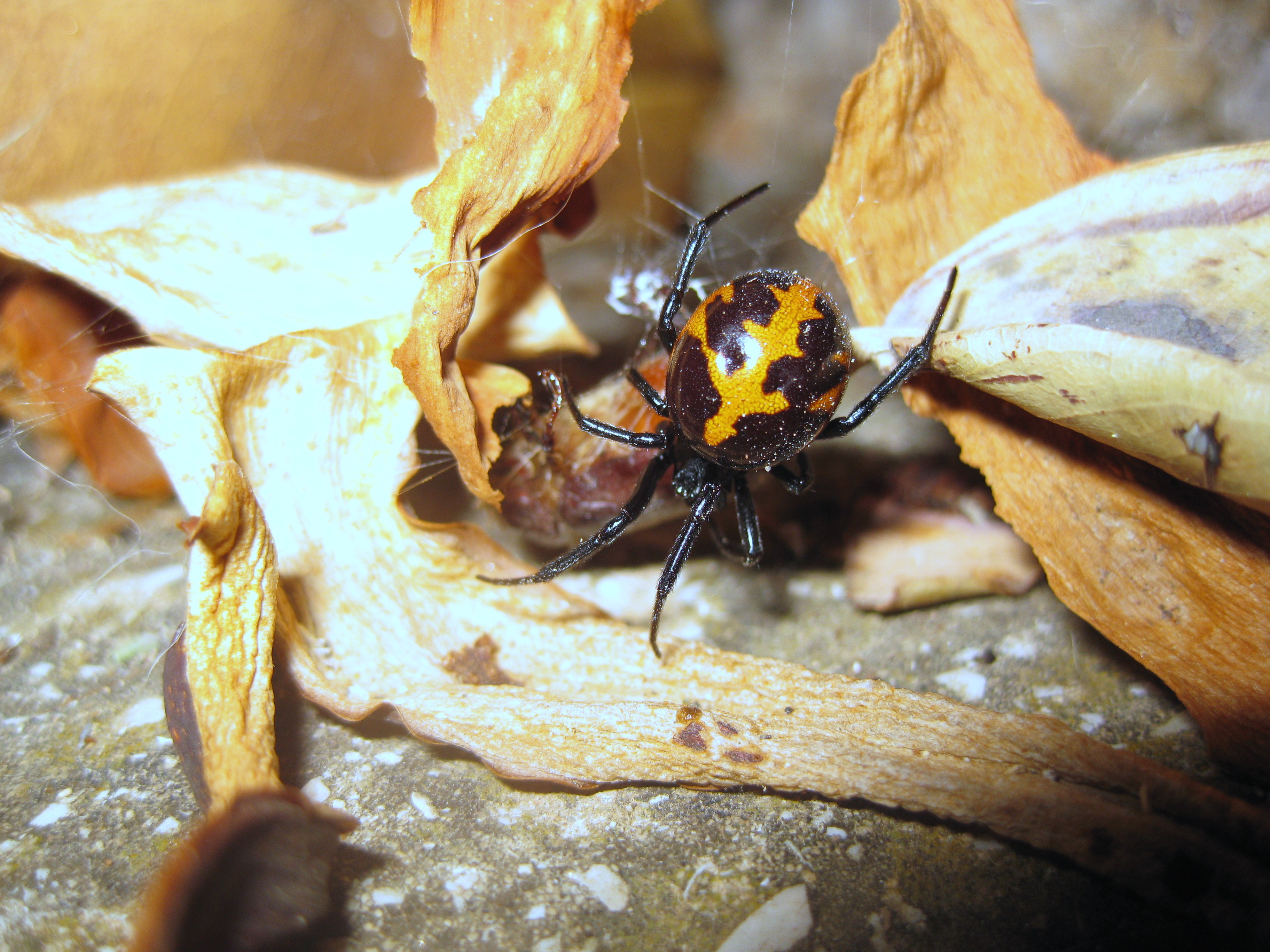
Steatoda paykulliana avec une proie (Israël)

Steatoda paykulliana se nourrit d'insectes comme les grillons ou les coléoptères dont elle aspire l'intérieur en laissant la cuticule vide ou de leurs larves comme celles du ravageur du cotonnier Spodoptera littoralis.
Il semblerait que Steatoda paykulliana puisse capturer de petits reptiles comme Cyrtopodion scabrum.

### Prédateurs
Steatoda paykulliana est une source de nourriture pour certains oiseaux.

### Cycle de vie
Le cycle est annuel.

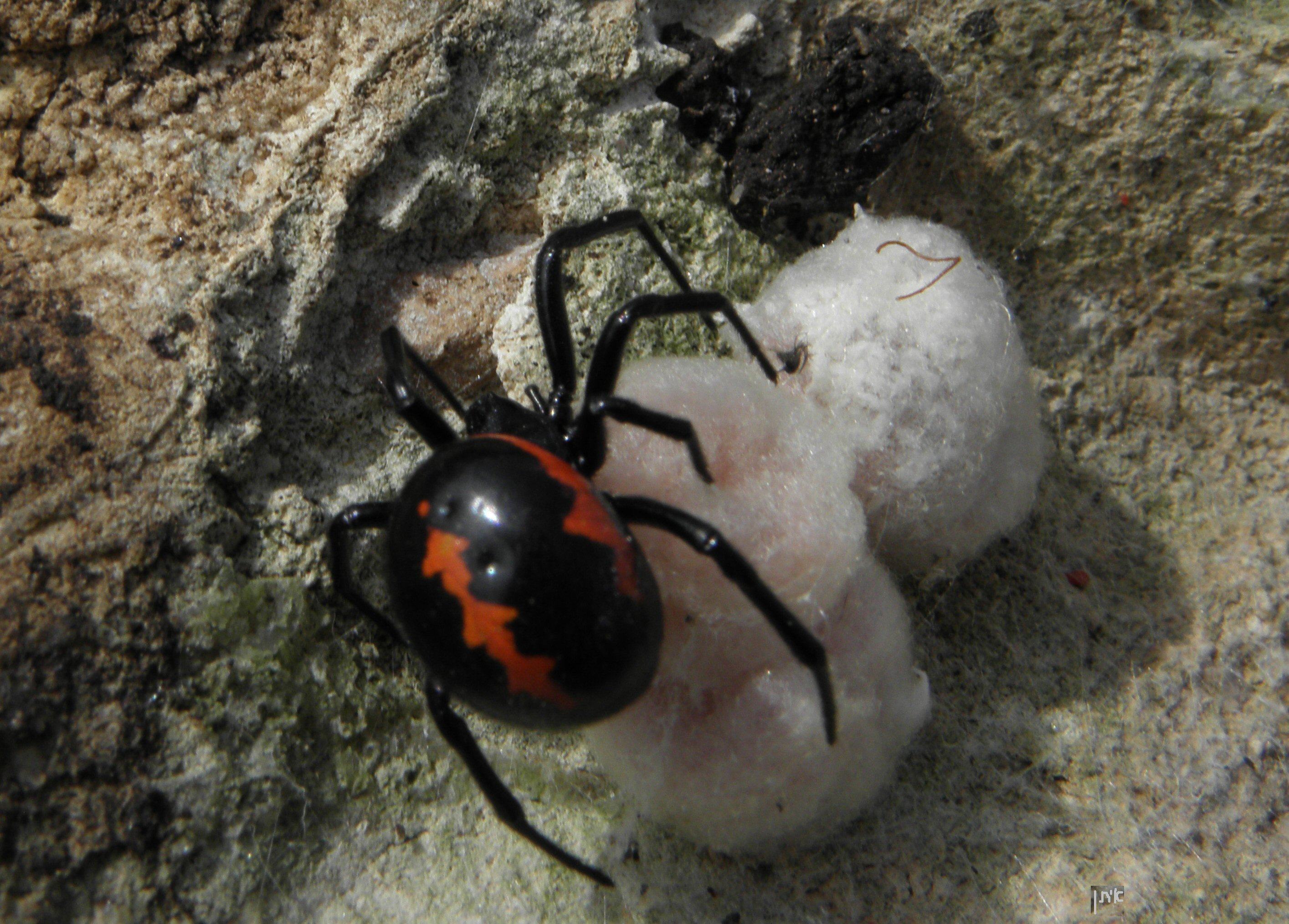
Steatoda paykulliana présentant des motifs rouges et un point avec ses cocons
(Israël)

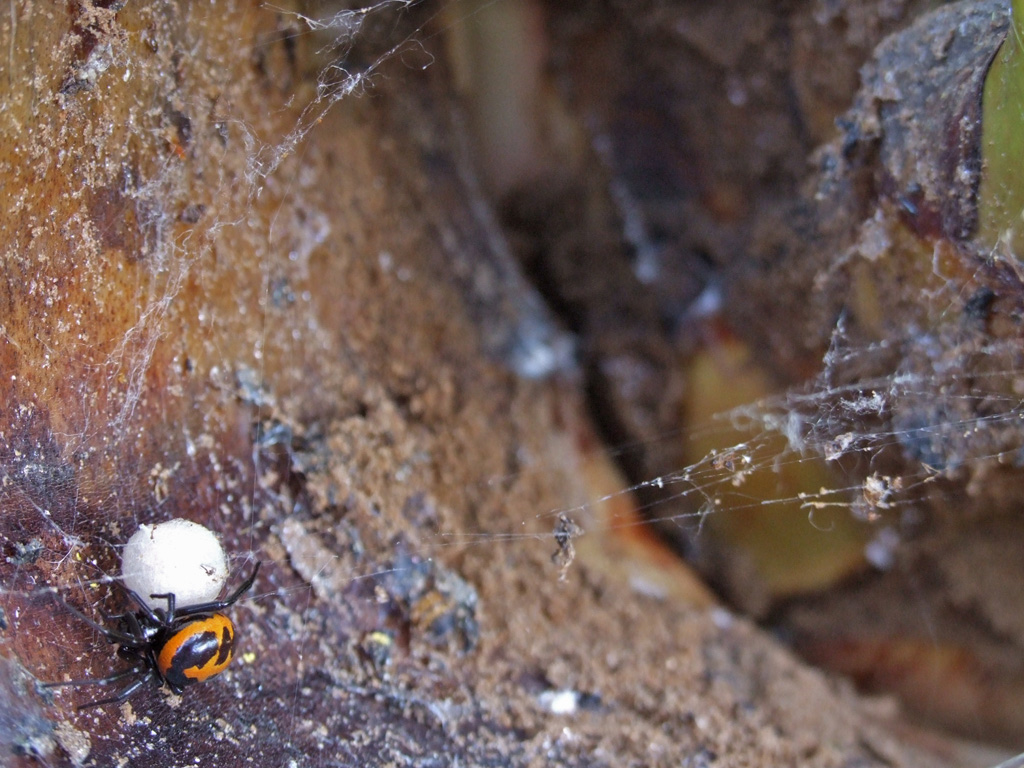
Steatoda paykulliana présentant des motifs orange avec un cocon

De l'ordre de 70 à une centaine d’œufs sont déposés dans un cocon de soie floconneuse de la taille de la femelle. Les petits éclosent à la fin de l'été puis hibernent. Ils atteignent l'âge adulte au début de l'été suivant après plusieurs mues.

## Systématique et taxinomie
Cette espèce a été décrite sous le protonyme Theridon paykullianum par Charles Athanase Walckenaer en 1806. Elle est placée dans le genre Lithyphantes par Thorell en 1875 puis dans le genre Steatoda par Maretić, Levi et Levi en 1964.
Cette espèce a été décrite sur la base d'un spécimen récolté dans le bois de Vincennes près de Paris le 24 octobre 1806 lors d'une chasse entomologique réalisée en compagnie de Gustav von Paykull, Pierre-André Latreille, Guillaume-Antoine Olivier, Louis-Augustin Bosc d'Antic et André Marie Constant Duméril.
Lithypantes latrodectoides a été placée en synonymie par Breitling, Bauer, Schäfer, Morano, Barrientos et Blick en 2016.
Steatoda paykulliana obsoleta est un nomen dubium.

## Étymologie
Cette espèce est nommée en l'honneur de Gustav von Paykull.

## Publication originale
- Walckenaer, 1806 : Histoire naturelle des aranéides. Paris-Strassbourg, vol. 1-3, p. 1-231.